# Izidora
Izidora je žensko osebno ime.

## Izvor imena
Ime Izidora je ženska oblika imena Izidor. Imena Dora in izpeljanke iz tega imena pa lahko izhajajo tudi iz imena Doroteja in Teodora.

## Različice imena
Dora, Dori, Dorica, Isa, Isadora, Isidora, Iza, Izidorija

## Pogostost imena
Po podatkih Statističnega urada Republike Slovenije je bilo na dan 31. decembra 2007 v Sloveniji število ženskih oseb z imenom Izidora: 93.

## Osebni praznik
V koledarju je ime Izidora uvrščeno k imenu Izidor.